# Giovanni Gabrieli
Giovanni Gabrieli, född troligen 1554 i Venedig i Italien, död 12 augusti 1612 i Venedig, var en italiensk kompositör och organist. Han var brorson till Andrea Gabrieli.
Han var en av de mest inflytelserika kompositörerna under sin tid, och representerar höjdpunkten av den venetianska skolan under en tid då renässansen gick över till barockstilen, särskilt betydelsefull var han för fugans utveckling.
Efter att en kort tid ha varit verksam vid hovkapellet i München under Orlando di Lassos ledning efterträdde Gabrieli 1584 sin farbror som organist vid Markuskyrkan i Venedig. Han var lärare för flera av tidens tonsättare, bland annat Heinrich Schütz. Gabrieli skrev "Cantiones", "Sacrae Symphoniae" (två stora utgåvor 1597 och 1615) och madrigaler, men intresserade sig särskilt för kompositioner för dubbelkör och verk för kammarmusikalisk besättning. Han skrev också ett antal verk i modernare stil, med generalbas och konserterande inslag. De publicerades i en egen samlingsvolym som utgavs postumt 1615  som  "Canzoni e Sonate". Det mest kända verket från denna samling är "Sonata con tre violini", för tre violiner och  generalbas. Dessutom skrev han musik för orgel, bl.a. en del fugor.  
Inom kyrkomusiken skrev han flerköriga verk med dubbel- och trippelkörer, ibland även med fyra eller fem klanggrupper, samt inslag av stämmor i solo.